# Tagebuch 1946–1949
Tagebuch 1946–1949 ist der Titel eines literarischen Tagebuchs des Schweizer Schriftstellers Max Frisch. Bereits 1947 erschien im Atlantis Verlag ein Vorläufer unter dem Titel Tagebuch mit Marion mit Aufzeichnungen aus den Jahren 1946 und 1947, in denen mehrfach ein Puppenspieler namens Marion auftrat. Auf Anregung des Verlegers Peter Suhrkamp erweiterte Frisch dieses Tagebuch mit Einträgen bis zum Jahr 1949 und veröffentlichte es im September 1950 im neugegründeten Suhrkamp Verlag.
Das Tagebuch beinhaltet neben persönlichen und zeitgeschichtlichen Aufzeichnungen zahlreiche fiktionale Texte, die als zentrale Quellen vieler Stoffe und Motive von Frischs Hauptwerken gelten. So finden sich im Tagebuch frühe Skizzen zu Frischs Dramen Andorra, Biedermann und die Brandstifter, Graf Öderland und Als der Krieg zu Ende war sowie zu den Romanen Homo faber und Stiller.

## Inhalt
Die Inhaltsangabe des Tagebuchs listet insgesamt 134 Eintragungen auf. Meike Heinrich-Korpys zählt im Gegensatz dazu allerdings 145 Einträge, die jeweils durch Überschrift oder Zeit- bzw. Ortsangaben eingeleitet werden. Die für die Form eines Tagebuchs typischen Zeitangaben fehlten noch im Tagebuch mit Marion und wurden für das Tagebuch 1946–1949 nachträglich eingefügt. In einem Gespräch mit Heinz Ludwig Arnold beschrieb Frisch das Tagebuch als „Konfrontation […] von Fiktion und Faktum“ mit dem Kontrapunkt des persönlichen Lebens. Spätere Untersuchungen nehmen oft eine feinere Unterteilung der Notate vor. So unterscheidet Gerhard P. Knapp:
- faktische Texte bzw. Dokumentation der Zeitgeschichte
- Reflexionen des Tagebuch-Ichs auf faktische Eindrücke
- persönliche Eintragungen des Tagebuch-Ichs
- poetologische Fragestellungen
- fiktionale Skizzen

Klaus Müller-Salget betont allerdings, dass wegen Frischs persönlicher Schreibweise die einzelnen Kategorien nicht immer scharf zu trennen seien.
Als zentrales Motiv des Tagebuchs mit Marion benennt Julian Schütt das persönliche Anschauen. Max Frisch beschreibt seine Reisen durch die Schweiz, nach Deutschland, Italien, die Tschechoslowakei, Österreich, Frankreich und Polen. Die Frage „Warum reisen wir?“ beantwortet er mit den Worten: „damit wir Menschen begegnen, die nicht meinen, dass sie uns kennen und ein für allemal kennen; damit wir noch einmal erfahren, was uns in diesem Leben möglich sei“. Neben der Reise ist das Puppenspiel ein zweiter wichtiger Themenkomplex, der sich durch das Tagebuch mit Marion zieht. Die titelgebende Figur des Puppenspielers Marion ist laut Walter Schmitz selbst eine „Marion-ette“, eine Spielfigur des Autors. Angesiedelt in einem fiktiven Kleinstaat namens „Andorra“ zeichnet sie „ein imaginatives Porträt des Künstlers in der Schweiz“. In der Tagebuchform sieht Walburg Schwenke die ideale Ausdrucksform des Zusammenspiels von Biografie und künstlerischem Schaffen des jungen Frischs.
Das Tagebuch dient Frisch jedoch nicht zuletzt als eine literarische Werkstatt und Ideenreservoir für seine Werke. Hans Mayer spricht von einer „Brutstätte künftiger Romane und Stücke“. So nimmt etwa das Drama 
Andorra (1961) Bezug auf die Skizze Der andorranische Jude, Biedermann und die Brandstifter (1958) auf einen Burleske betitelten Text über politische Brandstiftung und Opportunismus. Das Drama Graf Öderland (1951) ist eine Weiterentwicklung des Fragments Der Graf von Öderland und Als der Krieg zu Ende war (1949) eine Dramatisierung der Erzählung Nachtrag um eine Liebe ohne sprachlichen Ausdruck. Der Roman Homo faber (1957) hat einen thematischen Vorläufer in einer so genannten Kalendergeschichte über die Bewältigung von Schuld am Tod der eigenen Tochter, während das Märchen Rip van Winkle in Stiller (1954) auf die Skizze um den versuchten Ausbruch des Rechtsanwalts Schinz verweist.
Ein programmatischer Text, der laut Hans Jörg Lüthi für Frischs Werk und seine Gedankenwelt von zentraler Bedeutung ist, steht unter dem Titel Du sollst dir kein Bildnis machen und wird in der anschließenden Skizze Der andorranische Jude weiter ausgeführt: „Du sollst dir kein Bildnis machen, heißt es, von Gott. Es dürfte auch in diesem Sinne gelten: Gott als das Lebendige in jedem Menschen, das, was nicht erfaßbar ist. Es ist eine Versündigung, die wir, so wie sie an uns begangen wird, fast ohne Unterlaß wieder begehen – Ausgenommen wenn wir lieben.“ Nur in der Liebe sei der Mensch bereit, seinen Mitmenschen offen wahrzunehmen und in seiner Lebendigkeit anzunehmen. Ohne Liebe tritt an die Stelle der Offenheit ein fertiges Bild, das man sich macht und in das man sein Gegenüber bannt. Diese Bildnisproblematik blieb bestimmend für Frischs Hauptwerke Stiller, Andorra und Mein Name sei Gantenbein.

## Entstehungsgeschichte
Die Tagebuchform gilt als charakteristische literarische Form des Autors Max Frisch. Sowohl stofflich als auch von der Form her ist sie laut Rolf Kieser die „Keimzelle seines gesamten späteren Werks“. In einem Gespräch mit Horst Bienek gestand Frisch: „Man kann wohl sagen, die Tagebuchform ist eigentümlich für den Verfasser meines Namens“. Zur Frage nach der Vorliebe für diese Form zog er den Vergleich: „Ich habe keine Vorliebe für meine Nase, ich habe keine Wahl – ich habe meine Nase.“
Die Entdeckung der ihm gemäßen Form war allerdings äußeren Umständen geschuldet: Als Kanonier in der Schweizer Armee konnte Frisch, der seine frühen literarischen Versuche als ungenügend verworfen hatte, in den freien Stunden nur kurze Notizen verfassen und schrieb auf diese Art im Herbst 1939 eine Folge lose zusammenhängender Betrachtungen unter dem Titel Blätter aus dem Brotsack. Auch das 1946 begonnene Tagebuch bezeichnete Frisch als eine „Notform“, die vor, nach und während seiner Berufstätigkeit als Architekt im eigenen Architekturbüro entstand. Er hatte das Bedürfnis zu schreiben, aber „einfach nicht die Zeit für eine große Form“. So schrieb er die Ideen für größere Stoffe nur in Skizzenform nieder: „Ein Sonntagsschreiber, wenn Sie so wollen.“
1947 erschien das Tagebuch mit Marion im Atlantis Verlag. Frisch setzte die Aufzeichnungen im August 1947 fort, doch sein Verleger Martin Hürlimann zeigte kein Interesse an weiteren veröffentlichten Tagebüchern. Stattdessen traf Frisch im November 1947 bei der Premiere von Carl Zuckmayers Des Teufels General in Frankfurt mit Peter Suhrkamp zusammen, der eine Fortsetzung des Tagebuchs anregte. Frisch überarbeitete den ersten Teil des Tagebuchs geringfügig und ließ einige Texte entfallen. Im Januar 1950 reichte Frisch das Manuskript des bis 1949 fortgesetzten Tagebuchs beim Suhrkamp Verlag vorm. S. Fischer ein. Als es im April des Jahres zur Trennung zwischen Suhrkamp und Bermann Fischer kam, überließen die Verleger den Autoren die Entscheidung für ihren zukünftigen Verlag. Frisch entschied sich für den neugegründeten Suhrkamp Verlag, der zu seinem Hausverlag wurde. Als sein erstes Werk erschien dort im September 1950 das Tagebuch 1946–1949.

## Ausgaben
- Max Frisch: Tagebuch mit Marion. Atlantis, Zürich 1947.
- Max Frisch: Tagebuch 1946–1949. Suhrkamp, Frankfurt am Main 1950.
- Max Frisch: Tagebuch 1946–1949. In: Gesammelte Werke in zeitlicher Folge. Zweiter Band. Suhrkamp, Frankfurt am Main 1998, ISBN 3-518-06533-5, S. 347–755. Anmerkungen S. 770–776.